# Roman Candle (album)
Roman Candle è il primo album in studio di Elliott Smith come solista, uscito quando era ancora cantante e chitarrista degli Heatmiser.

## Tracce
(Tutte scritte da Elliott Smith, tranne dove diversamente indicato)
1. Roman Candle - 3:37
2. Condor Ave. - 3:34
3. No Name #1 (Elliott Smith, J.J. Gonson) - 3:03
4. No Name #2 - 3:34
5. No Name #3 - 3:13
6. Drive All Over Town - 2:36
7. No Name #4 - 2:30
8. Last Call - 4:38
9. Kiwi Maddog 20/20 - 3:40